# Linea Jōban Rapida
La linea Jōban Rapida (常磐快速線?, Jōban-kaisokusen) è un servizio ferroviario che percorre parte della linea Jōban gestita dalla East Japan Railway Company, che svolge servizi per i pendolari che partono e arrivano alla Stazione di Ueno. I treni generalmente hanno come capolinea la stazione di Toride. Sulla stessa linea passano anche i treni locali della linea Jōban.

## Servizi
Sulla linea Jōban Rapida circolano due tipi di treni: i rapidi, fermanti a tutte le stazioni (si intendono le 11 fermate usate dai servizi rapidi, in quanto anche questi treni non fermano alle stazioni "locali" della linea Jōban) e i treni rapidi speciali, che fermano solamente a Ueno, Nippori, Matsudo, Kashiwa e Toride.